# Отворено првенство Словеније у тенису 2009.
Отворено првенство Словеније у тенису 2009. је пети тениски турнир који се игра у Порторожу у Словенији. Ово је први пут да се турнир игра у јулу месецу, а не у септембру како је било до сада. Турнир је трајао од 20. јула - 26. јула 2009. године Ово је први пут да је турнир због реорганизације тениских такмичења и новог рангирања ВТА турнира, турнир уместо дотадашње IV категорије (која је укинута), постаје Међународни са наградним фондом од 220.000 долара.
Играо се на отвореним теренима Спортског центра у Порторожу са тврдом подлогом и учешћем 32 тенисерке из 17 земаља у појединачној конкреницији и 16 парова са тенисеркама из 15 земаља.
Звезда турнира била је прва тенисерка света Динара Сафина, која је са лакоћом и победила у појединачној конкуренцији.

## Победнице

### Појединачно
Динара Сафина —  Сара Ерани 6-7(5), 6-1, 7-5 
- Ово је за Динару Сафину била 12 ВТА титула.

### Парови
Јулија Гергес,  Владимира Ухлиржова —  Камиј Пен,  Клара Закопалова 6-4, 6-2 
- За Јулију Гергес ово је била прва а за Владимиру Ухлиржову трећа ВТА титула у игри парова.